# Almannaskarð

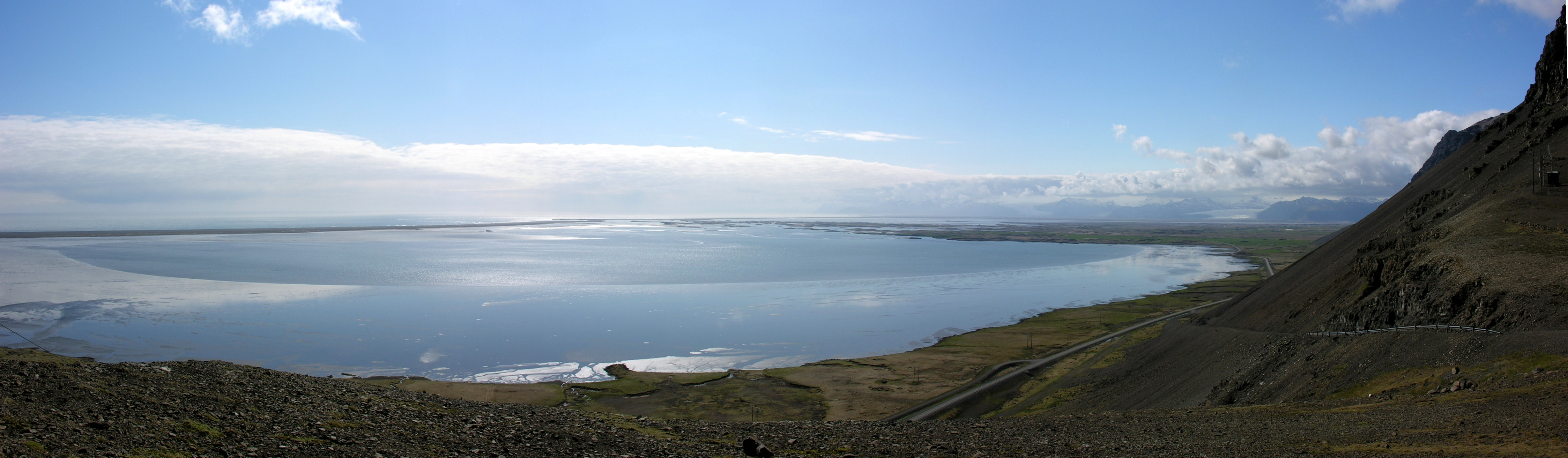
Blick von der Passhöhe

Almannaskarð ist ein 153 m über NN liegender Pass an der Ringstraße im Südosten Islands. Er liegt etwa 15 km östlich von Höfn in Richtung Egilsstaðir. Mit 17 % Steigung oder Gefälle war er das steilste Straßenstück der Ringstraße. In den Jahren 2004 bis 2005 wurde ein 1312 m langer, zweispuriger Tunnel gebaut, der Almannaskarðsgöng. Durch ihn verläuft jetzt die Ringstraße. Die Pass-Straße ist seit Eröffnung des Tunnels gesperrt. Von der östlichen Seite besteht aber die Möglichkeit, noch bis auf die Passhöhe zu einem Parkplatz hinaufzufahren.